# Edmundoa
Edmundoa es un género de plantas con flores perteneciente a la familia  Bromeliaceae, subfamilia Bromelioideae.
El género lleva el nombre de Edmundo Pereira, botánico brasileño (1914-1986) , y sólo recientemente ha sido reconocido como un género independiente, agrupados anteriormente con Canistrum.

## Especies
- Edmundoa ambigua
- Edmundoa lindenii
- Edmundoa perplexa

- Datos: Q143651
- Multimedia: Canistrum / Q143651
- Especies: Edmundoa